# Simbolo astronomico

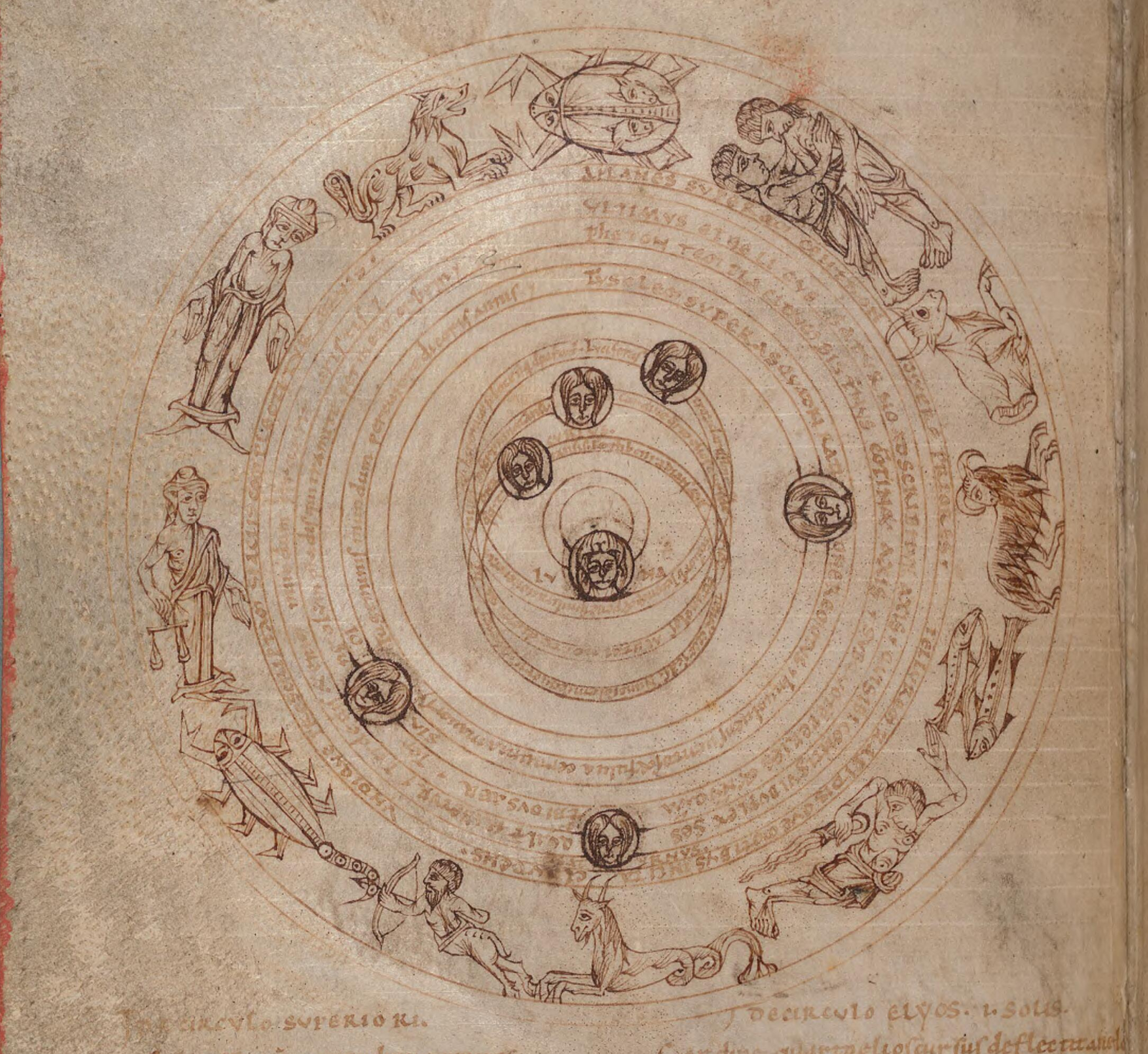
Simboli astronomici di pianeti e delle costellazioni dello Zodiaco

I simboli astronomici sono simboli convenzionalmente utilizzati in astronomia per rappresentare i vari corpi e fenomeni celesti. L'uso di questi simboli, per quanto diffuso, non è ufficiale. Alcuni simboli e loro varianti sono adottati inoltre dall'astrologia occidentale.

## Simboli per il Sole e la Luna
L'uso di simboli astronomici per il Sole e la Luna risale all'antichità. Le forme dei simboli che appaiono nei testi originali in papiro degli oroscopi greci sono un cerchio con un raggio () per il Sole e una mezzaluna per la Luna. Il moderno simbolo del Sole, un cerchio con un punto (☉), apparve per la prima volta in Europa nel Rinascimento.
Nella letteratura accademica contemporanea, il simbolo del Sole è usato per le costanti astronomiche relative al Sole. Teff☉ rappresenta la temperatura efficace solare, e la luminosità, la massa e il raggio delle stelle sono spesso rappresentati usando le corrispondenti costanti solari (L☉, M☉ e R☉, rispettivamente) come unità di misura.

## Fenomeni astronomici
| Fenomeno         | Simbolo | Unicode |
| ---------------- | ------- | ------- |
| Comete           | ☄       | U+2604  |
| Sole             | ☉       | U+2609  |
| Sole             | 🜚       | U+1F71A |
| Sole             | 🌞︎      | U+1F31E |
| Nodo ascendente  | ☊       | U+260A  |
| Nodo discendente | ☋       | U+260B  |
| Congiunzione     | ☌       | U+260C  |
| Opposizione      | ☍       | U+260D  |

## Pianeti
| Pianeta  | Simbolo | Unicode | Immagine | Origine |
| -------- | ------- | ------- | -------- | --- |
| Luna     | ☽       | U+263D  | Moon     | La Luna crescente. |
| Luna     | ☾       | U+263E  | Luna     | La Luna calante. |
| Mercurio | ☿       | U+263F  | Mercurio | Il pètaso e il caduceo di Mercurio.                                                                                              |
| Venere   | ♀       | U+2640  | Venere   | Lo specchio a mano di Venere. |
| Terra    | 🜨       | U+1F728 | Terra    | Il mondo diviso in quattro quarti da un meridiano e dall'Equatore, immagine collegata al concetto dei "quattro angoli del mondo" |
| Terra    | ♁       | U+2641  | Terra    | Il globo crucigero. |
| Marte    | ♂       | U+2642  | Marte    | Lo scudo e la lancia di Marte.                                                                                                   |
| Giove    | ♃       | U+2643  | Giove    | L'aquila di Giove, vista di profilo.                                                                                             |
| Saturno  | ♄       | U+2644  | Saturno  | La falce di Saturno. |
| Urano    | ⛢       | U+26E2  | Urano    | Simbolo del platino |
| Urano    | ♅       | U+2645  | Urano    | Stilizzazione della lettera H, iniziale dello scopritore di Urano, William Herschel.                                             |
| Nettuno  | ♆       | U+2646  | Neptune  | Il tridente di Nettuno. |
| Plutone  | ⯓       | U+2BD3  | Plutone  | Il bidente e la kunée (elmo dell'invisibilità) di Plutone                                                                        |
| Plutone  | ♇       | U+2647  | Plutone  | Monogramma di Plutone e Percival Lowell, che ne predisse l'esistenza.                                                            |